# Kustwacht

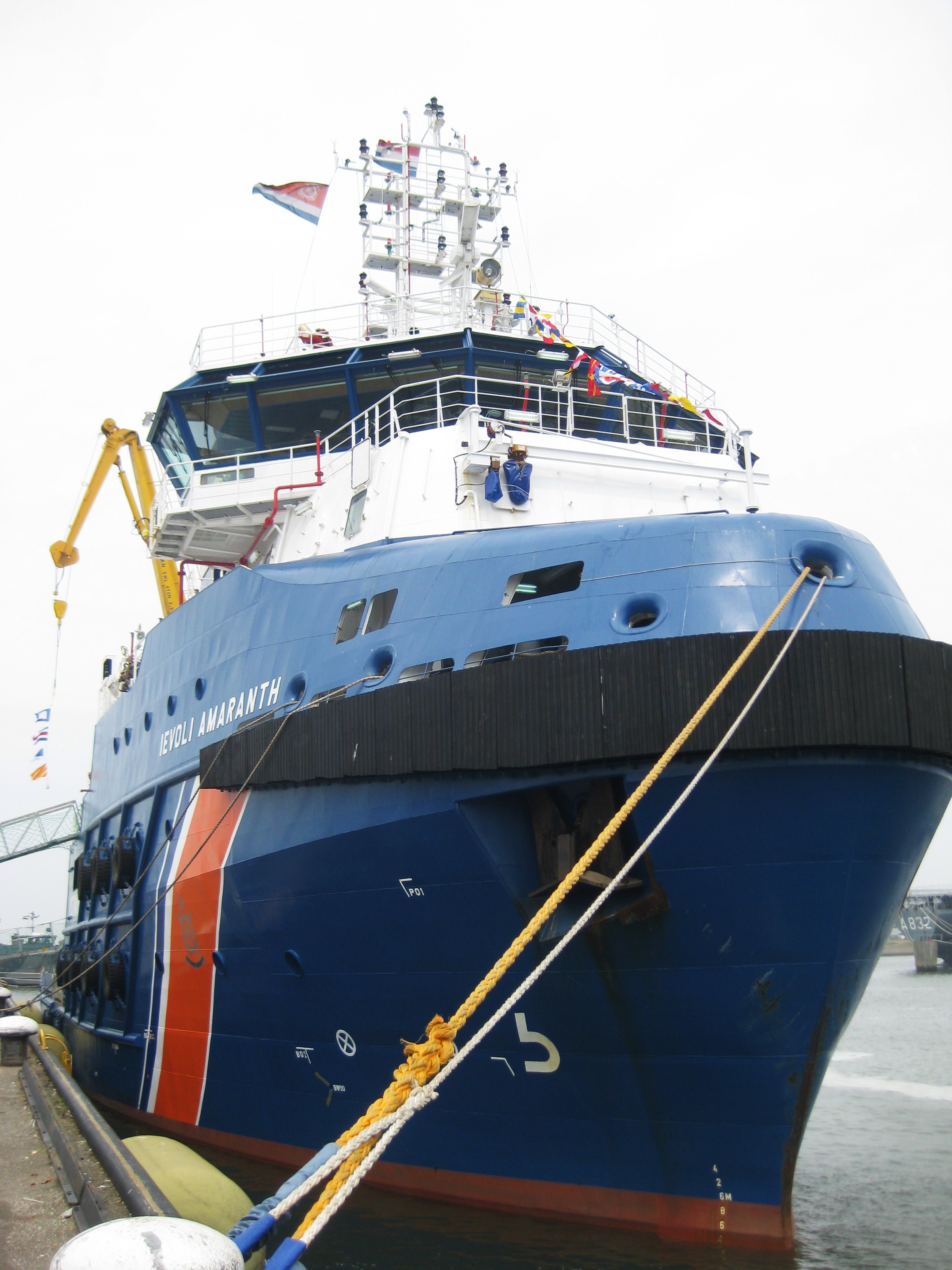
Kustwachtschip 'Guardian' in Den Helder

De kustwacht zorgt voor de veiligheid op zee. De kustwacht beschikt over schepen en vliegtuigen, die schepen en visserij kunnen controleren, en biedt hulp bij calamiteiten op zee, bijvoorbeeld bij slecht weer.
Wereldwijd gezien zijn de kleine reddingsboten voor direct bij de kust meestal geen onderdeel van de kustwacht, maar horen bij de strandwacht. De kustwacht werkt meestal nauw samen met de marine. Zogenaamde "search and rescue"-eenheden zijn vaak een onderdeel van de kustwacht. "Search and rescue" (SAR) betekent letterlijk "zoeken en redden". Deze dienst werkt vaak met reddingboten of helikopters, om bijvoorbeeld drenkelingen op te sporen of iemand van een boorplatform of schip te kunnen halen. In Nederland zijn reddingboten van de Koninklijke Nederlandse Redding Maatschappij (KNRM) en van de Reddingsbrigade (KNBRD) aangemerkt als specifieke SAR-eenheden.

## Kustwacht Nederland

Vlag van de Nederlandse Kustwacht

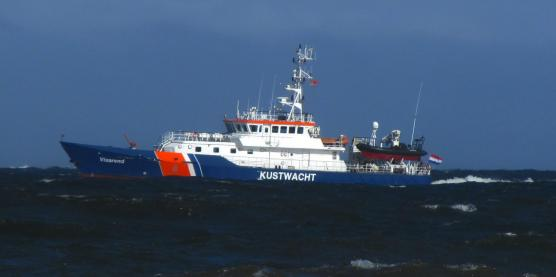
Patrouillevaartuig Visarend

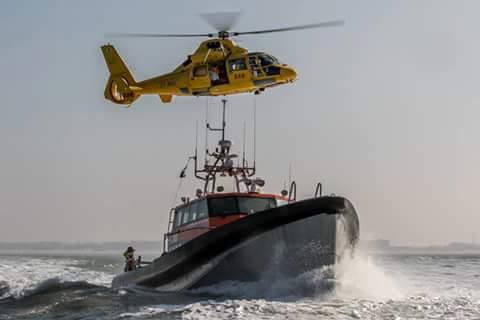
Kustwacht helikopter en KNRM reddingboot

Kustwacht Nederland is een zelfstandige civiele organisatie die taken uitvoert voor zes ministeries: Defensie, Economische Zaken en Klimaat, Financiën, Infrastructuur en Waterstaat, Landbouw, Natuur en Voedselkwaliteit, en Justitie & Veiligheid.
Na de oprichting van de kustwachtorganisatie, in 1987, werd het Kustwachtcentrum gevestigd in het gebouw van Scheveningen Radio te IJmuiden. In 1995 kwam de Kustwacht onder de operationele leiding van de Koninklijke Marine en om deze reden verhuisde het Kustwachtcentrum in 2001 naar Den Helder, om gevestigd te worden op het terrein van de Marine.
Het kustwachtcentrum fungeert als coördinatie-, meld- en informatiecentrum en heeft een 24 uurs bezetting. Een wachtploeg bestaat uit vijf personen, t.w. een Duty Officer, drie Watch Officers en een handhavingsofficier.
Het Kustwachtcentrum is aangewezen als Nationaal Maritiem en Aeronautisch Redding Coördinatie Centrum (JointRCC).

### Samenwerkingspartners
De kustwacht werkt onder andere samen met de Koninklijke Marine, Koninklijke Luchtmacht, Rijkswaterstaat, Koninklijke Marechaussee, Douane, de Nationale Politie, het Openbaar Ministerie en de Nederlandse Voedsel- en Warenautoriteit.

### Vloot
Om de herkenbaarheid te vergroten zijn vlieg- en vaartuigen van de diverse organisaties, uitgezonderd die van de marine, in hetzelfde kleurenschema geschilderd. De rompen van de schepen zijn blauw beschilderd met een dunne schuine blauwe streep, gevolgd door een brede rood/oranje schuine streep op een witte achtergrond. De Vloot van de Kustwacht kent de volgende schepen: drie zeenoodslepers (ETV), drie patrouillevaartuigen, één mijnenjager van de Koninklijke Marine, zeven betonningsvaartuigen, een oliebestrijdingsvaartuig, politieboten, twee patrouillevliegtuigen en verschillende helikopters. Daarnaast werkt de Nederlandse Kustwacht samen met de Koninklijke Nederlandse Reddingmaatschappij. Zij hebben 45 verschillende reddingstations langs de Nederlandse kust en grotere binnenwateren.
De middelen die de kustwacht ter beschikking staan zijn te onderscheiden in varende en vliegende eenheden:

#### Varende eenheden

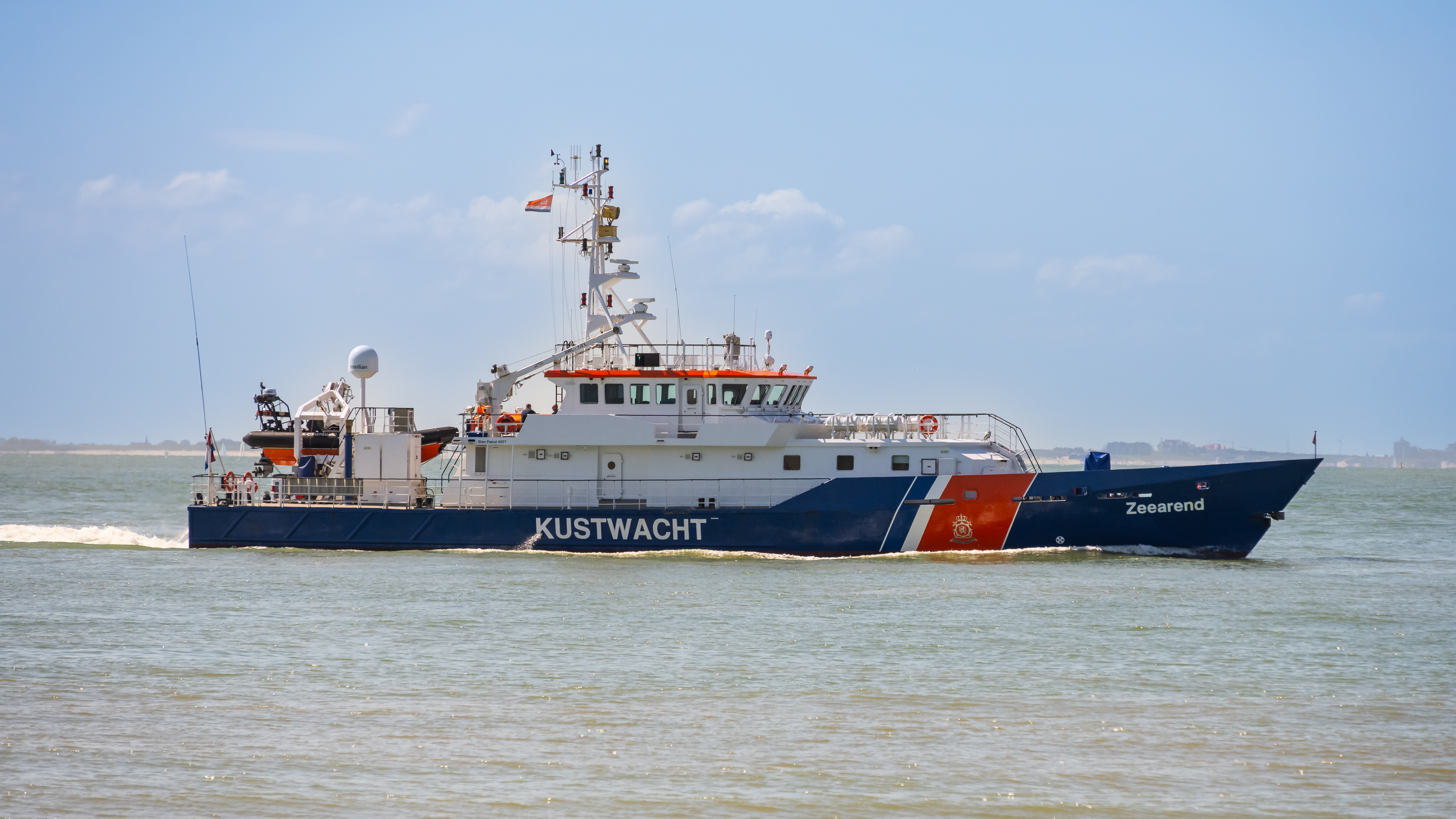
Patrouillevaartuig

- Patrouillevaartuig ''Zeearend''het Emergency Rescue  Towing Vessel (ERTV) Guardian (2013). De oorspronkelijk naam was ETV Ievoli Amaranth, bij de overname door Multraship in het voorjaar van 2016 werd haar naam veranderd in  Guardian
- de patrouillevaartuigen Visarend, Zeearend en Barend Biesheuvel (Rijksrederij)
- Drie zeegaande betonningsvaartuigen (Rijkswaterstaat Noordzee, Ministerie van Infrastructuur en Waterstaat) MS Terschelling, MS Rotterdam en MS Frans Naerebout.
- Vier betonningsvaartuigen voor de ruime binnenwateren, de Nieuwe Diep, Schuitegat, Vliestroom en Waddenzee.
- het oliebestrijdingsvaartuig Arca en de Zirfaea(Rijkswaterstaat Noordzee, Ministerie van Infrastructuur en Milieu)
- 1 mijnenjager van de Alkmaar-klasse (Koninklijke Marine)
- diverse kleinere patrouillevaartuigen van de Landelijke Eenheid (Nationale Politie) (Ministerie van Justitie en Veiligheid)
- reddingboten van de Koninklijke Nederlandse Redding Maatschappij en van particuliere maatschappijen

#### Vliegende eenheden
- 2 Dash 8 -106 sinds november 2022 gehuurd van ISR Support Europe voor 10 jaar
- 2 Leonardo AW189 Kustwacht helikopters sinds november 2022
- helikopters van het Defensie Helikopter Commando
- helikopters van de Landelijke Eenheid (Nationale Politie)

## Kustwacht Caribisch Gebied (KWCARIB)
In het Caribisch gebied zorgt de Kustwacht Caribisch Gebied (KWCARIB) voor de veiligheid op zee. De Kustwacht werkt in de wateren rond Aruba, Curaçao, Sint-Maarten en Caribisch Nederland.

## Belgische kustwacht
In Oostende is het "Vlaamse Maritime Rescue and Coordination Center" MRCC Oostende. Verder zijn er speciale SAR-helikopters gestationeerd in Koksijde. Er wordt een kustwacht opgericht, die vergelijkbaar is met de kustwacht van andere landen.
Op dit moment is de Belgische Kustwacht verantwoordelijk voor de coördinatie en goede samenwerking tussen de 17 (zowel regionale als federale) overheidsinstanties die bevoegd zijn voor maritieme operaties in het havengebied en in de Belgische territoriale wateren.
Op de schepen die in het bezit zijn van de Marinecomponent van Defensie na, zijn de schepen die ingezet worden door de verschillende overheidsorganen waar de Kustwacht een coördinerende functie over heeft in het bezit van de rederijdienst van het Vlaamse Gewest 'DAB VLOOT'. Op dit moment heeft 'VLOOT' 45 schepen in haar beheer. Dit omvat zowel schepen van het loodswezen, reddingsboten, patrouilleschepen van de Scheepvaartpolitie en Douane, als onderzoeksschepen.
Het Agentschap Maritieme Dienstverlening en Kust coördineert het Vlaams bestuurlijk niveau.

## Surinaamse Kustwacht
De Surinaamse Kustwacht werd in 2013 opgericht. Aanleiding voor de oprichting van de kustwacht vormden vooral de bedreigingen die de visserijsector toen enige tijd ondervond door piraterij, waardoor de vissers zich zonder kustwacht aan hun lot overgelaten voelden.